# Université française du Pacifique
L'université française du Pacifique était un établissement public à caractère administratif possédant deux campus : en Nouvelle-Calédonie et en Polynésie française. Il fut créé en 1987. Son siège était situé à Papeete.
L’établissement fut scindé en 1999 pour laisser place à deux universités indépendantes : 
- université de la Nouvelle-Calédonie,
- université de la Polynésie française[3].